# Puvirnituq
Pour les articles homonymes, voir Puvirnituq (homonymie).
Puvirnituq (en inuktitut : ᐳᕕᕐᓂᑐᖅ) est un village nordique du Nunavik situé sur la côte est de la baie d'Hudson, à l'ouest de la péninsule d'Ungava, dans le Nord-du-Québec, au Québec, au Canada.

## Description
Le village est à environ 4 km de la baie de Puvirnituq, sur la rive nord de la rivière de Puvirnituq.
Le recensement de 2011 y dénombre 1 692 habitants, une augmentation de 16,1 % depuis 2006. 
L'aéroport de Puvirnituq, situé à 2 km au nord du village, est une plate-forme de correspondance aéroportuaire pour la côte ouest de la baie d'Hudson. Il assure la liaison avec Montréal et Ottawa.
Les services de police à Puvirnituq sont assurés par le Corps de police régional Kativik.

## Géographie
Puvirnituq est enclavé dans le territoire non organisé de la Baie-d'Hudson.

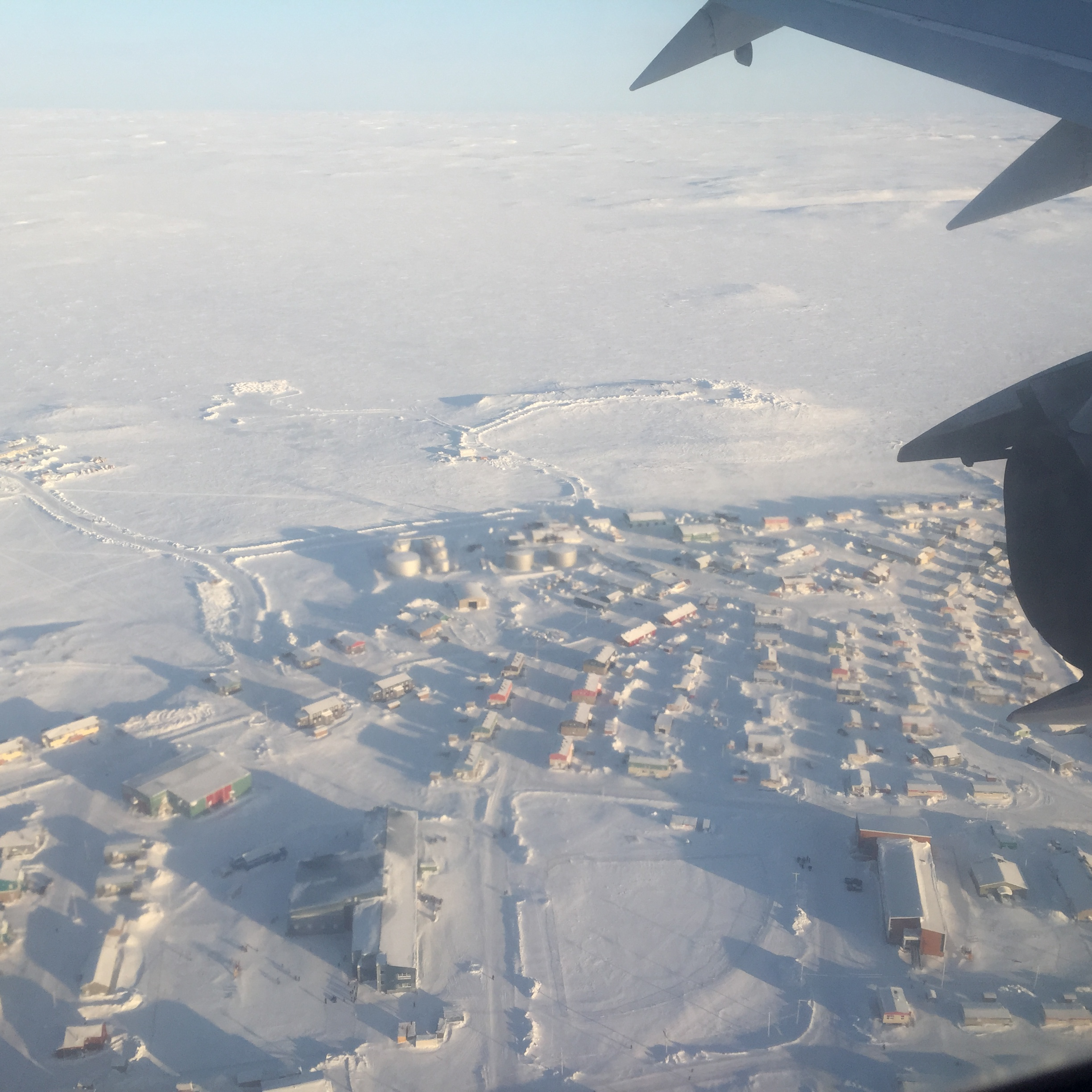
Puvirnituq (Nunavik, QC, Canada)-Vue aérienne du village le 2018-02-07. Au premier plan, à gauche, il y a l'école primaire; à droite, l'école secondaire. Le terrain de jeu extérieur est situé entre ces deux grandes bâtisses. À l'arrière plan, l'on observe les réservoirs de carburant servant au chauffage et à la production de l'électricité (centrale au mazout). L'aéroport est situé à gauche, au Nord du village.

## Toponymie
Le géologue Albert Peter Low, en 1898, donne le nom « Povungnituk » à la rivière. La variante orthographique Puvirnituq devient l'appellation officielle le 8 mars 1995. Puvirnituq signifie « ça sent la viande pourrie » ou encore putréfaction.

## Histoire
L'occupation humaine des lieux remonterait à environ 600 à 800 ans d'après des recherches archéologiques.
Au sud de la rivière, Revillon Frères ouvre un poste de traite en 1910, suivie, quelques années plus tard, de la Compagnie de la Baie d'Hudson.
En 1952, la Compagnie de la Baie d'Hudson emménage sur la rive nord, ce qui a attiré les Inuits à cet endroit. La fermeture de magasins dans d'autres villages mène à un afflux d'Inuits à Puvirnituq.
Une mission catholique est fondée en 1956. Deux ans plus tard, le père Oblat André Steinmann stimule les résidents à former une association de sculpteurs – qui deviendra une coopérative – pour assister, développer et mettre en marché l'art inuit. Son succès a inspiré d'autres communautés inuites à former des coopératives semblables, qui ont par la suite créé la Fédération des coopératives du Nouveau-Québec.
La municipalité est érigée le 2 septembre 1989, année où les Puvirniturmiut signent, après dix ans de refus, la convention de la Baie-James et du Nord québécois.

## Démographie

### Population
| 1996  | 2001  | 2006  | 2011  | 2016  |
| ----- | ----- | ----- | ----- | ----- |
| 1 169 | 1 287 | 1 457 | 1 692 | 1 779 |

### Langues
À Puvirnituq, selon l'Institut de la statistique du Québec, la langue parlée le plus souvent à la maison en 2011 sur une population de 1 680 habitants est l'inuktitut à 90,48 %, le français à 5,65 % et l'anglais à 3,27 %.

## Administration
| Période                                  | Période  | Identité            | Étiquette | Qualité |
| ---------------------------------------- | -------- | ------------------- | --------- | ------- |
| ?                                        | 2015     | Aisara Kenuajuak    |           |         |
| 2015                                     | 2018     | Levi Amarualik      |           |         |
| 2018                                     | 2021     | Lucy Qalingo Aupalu |           |         |
| 2021                                     | En cours | Paulusie Angiyou    |           |         |
| Les données manquantes sont à compléter. |          |                     |           |         |

## Éducation

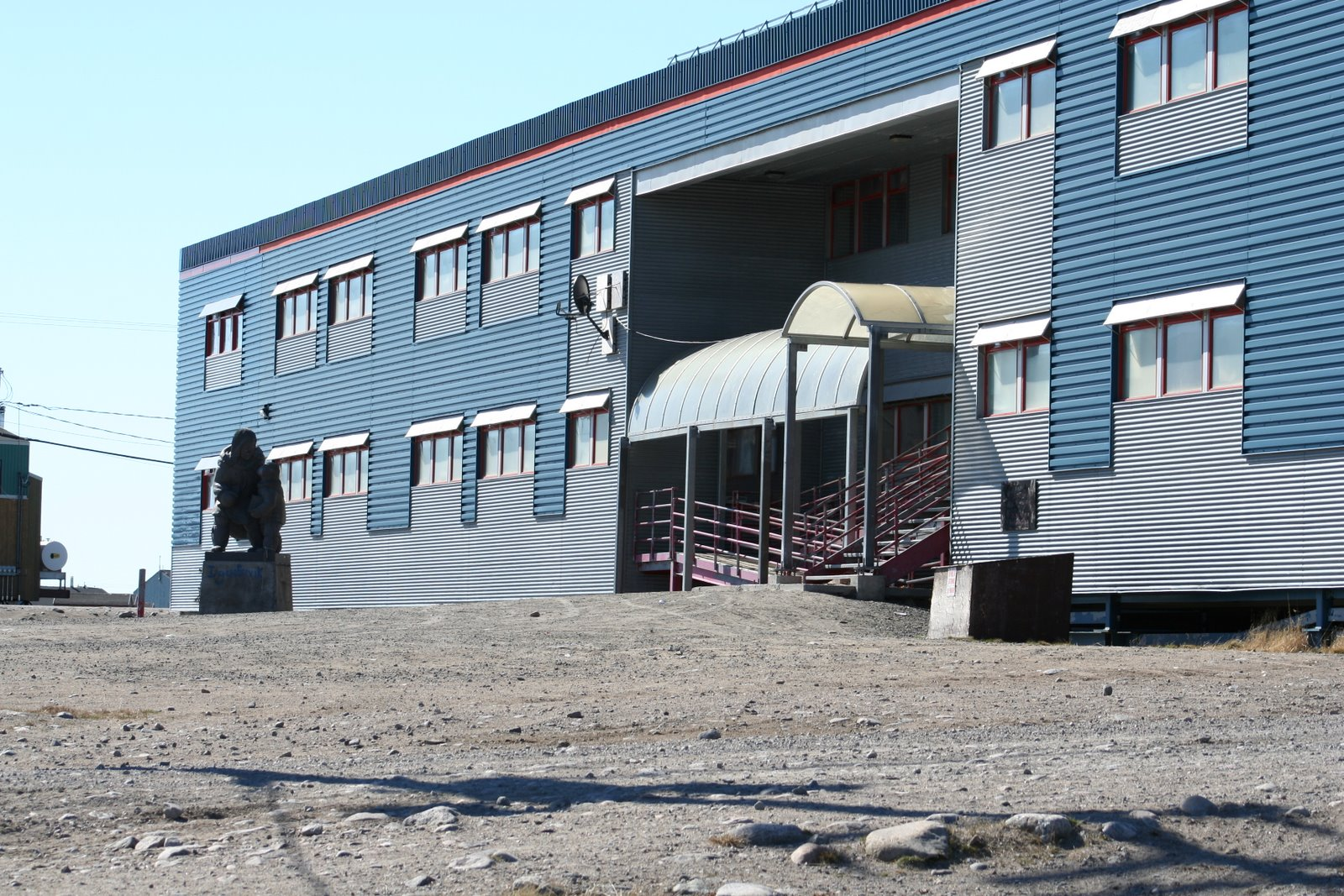
École Iguarsivik

La Commission scolaire Kativik administre l'école Iguarsivik.

## Galerie

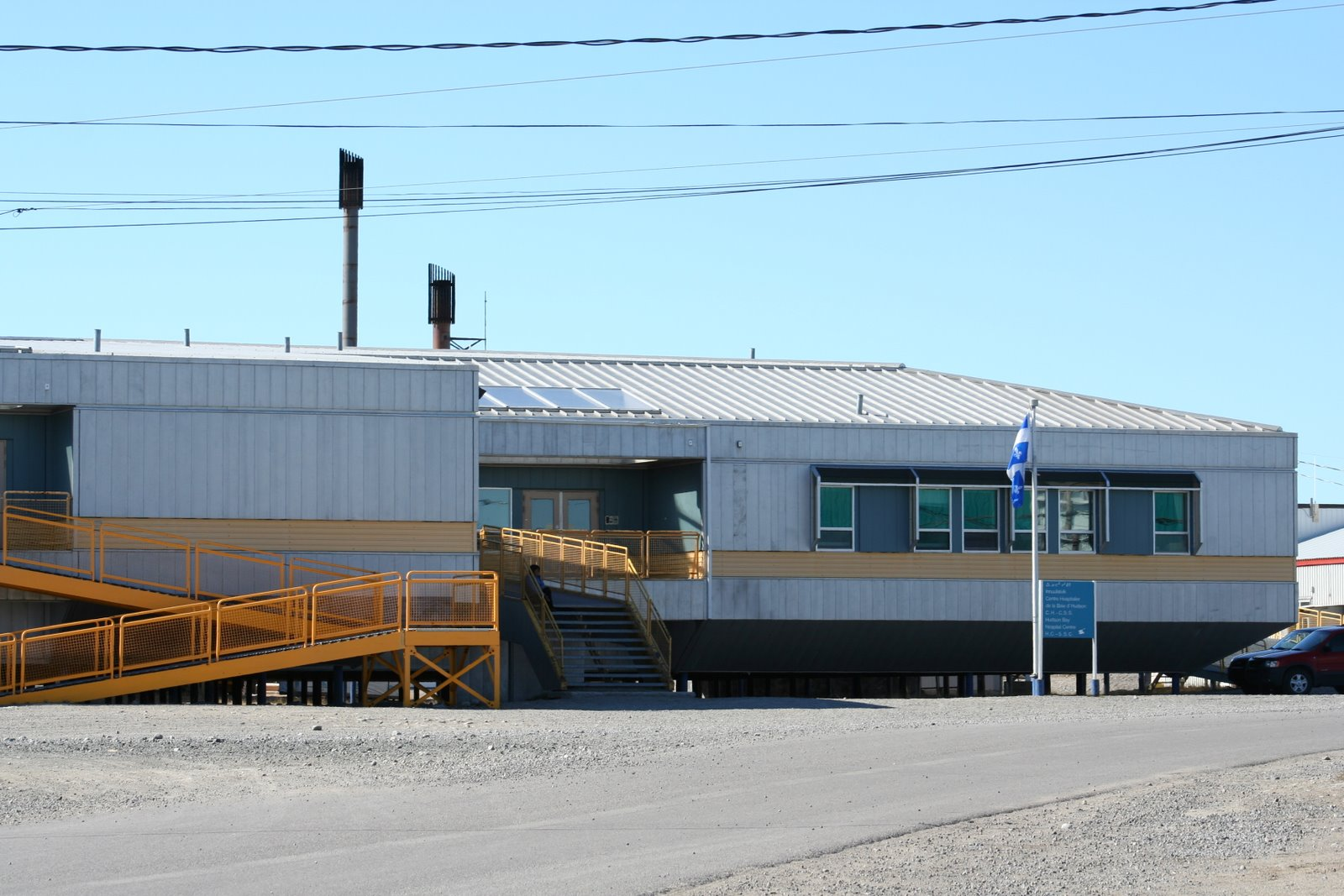
Hôpital
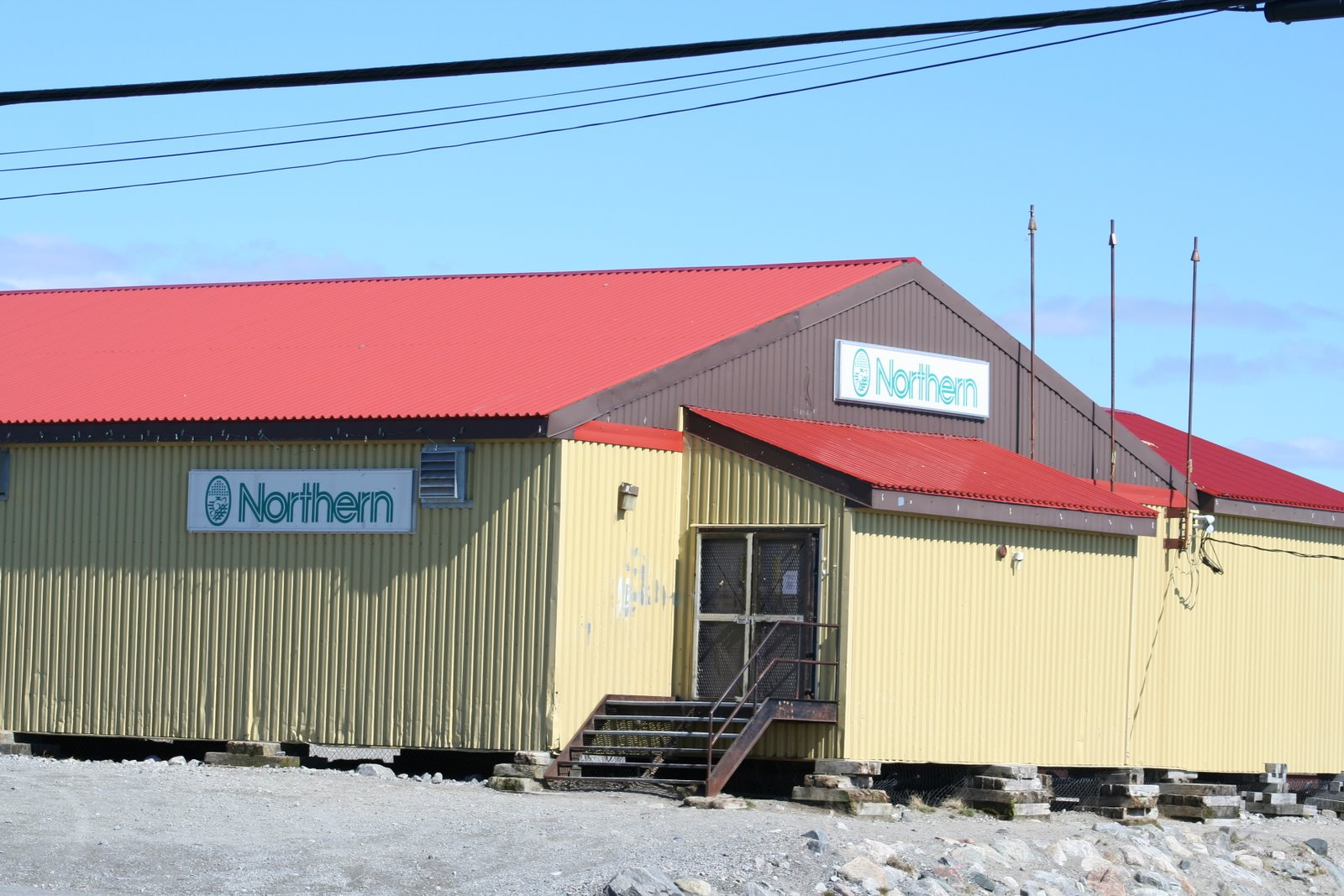
Magasin
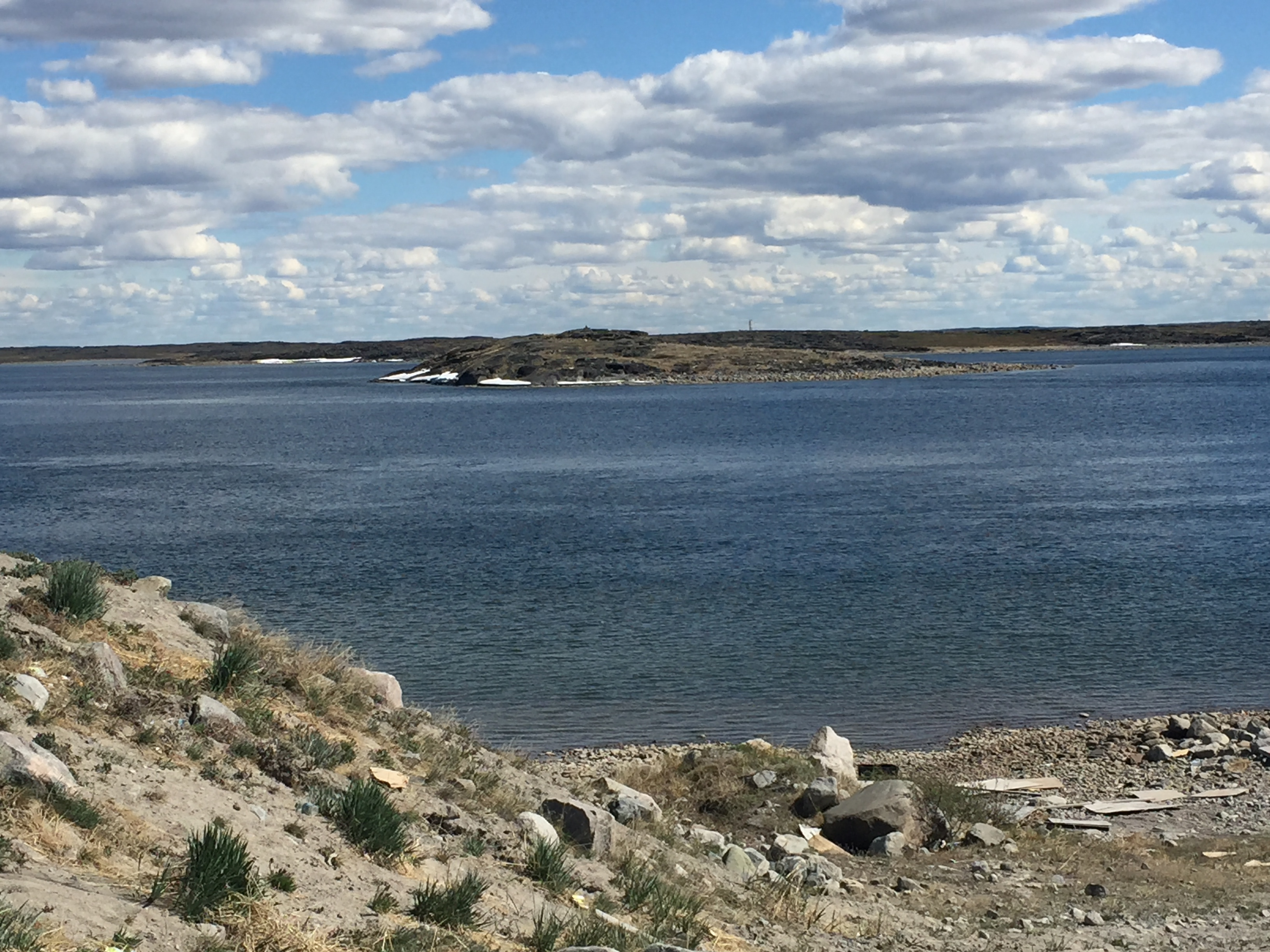
Vue de la rivière Puvirnituq prise près du village de Puvirnituq-2017-06-17
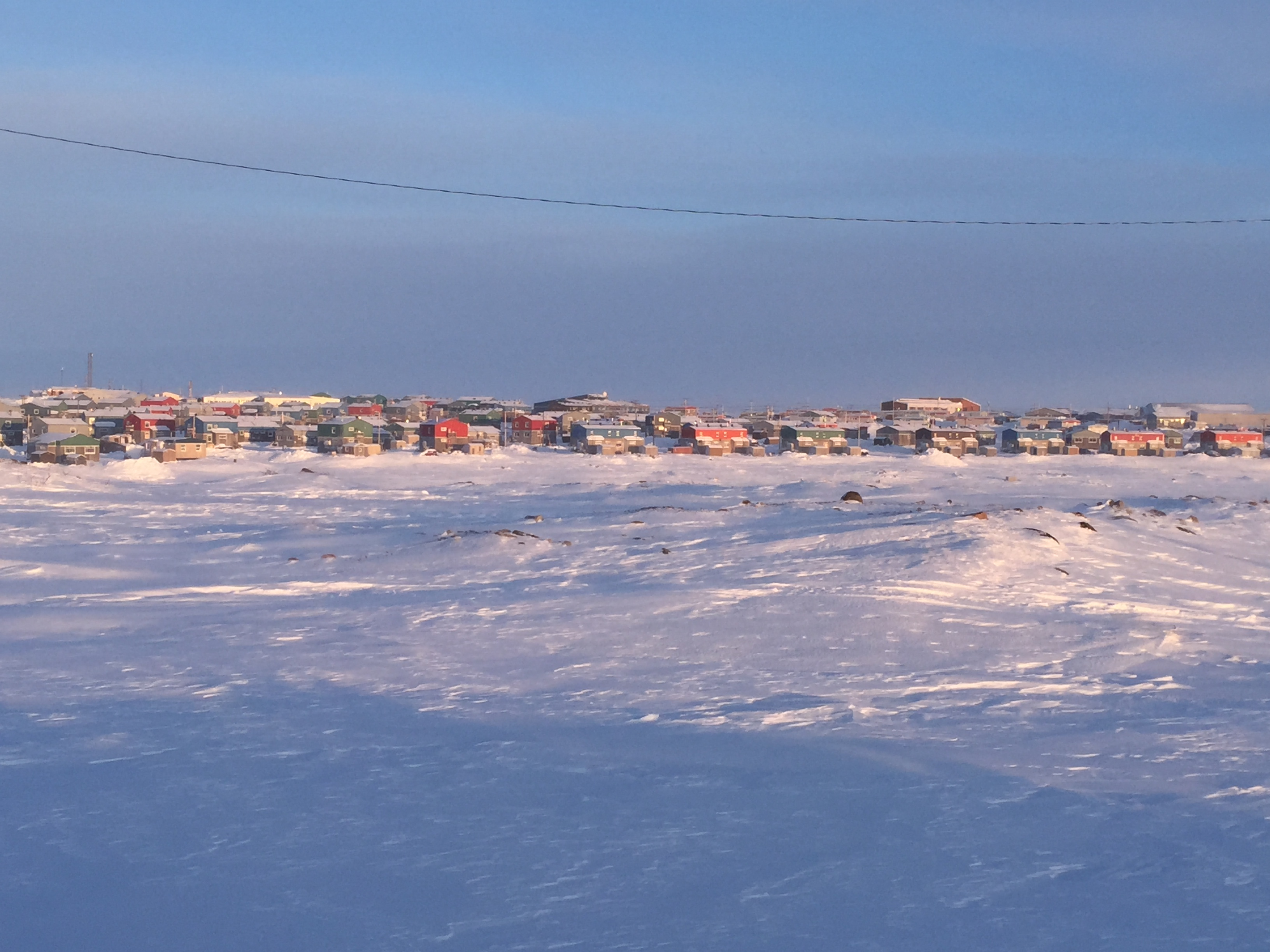
Village de Puvirnituq, Kativik-2017-12-23
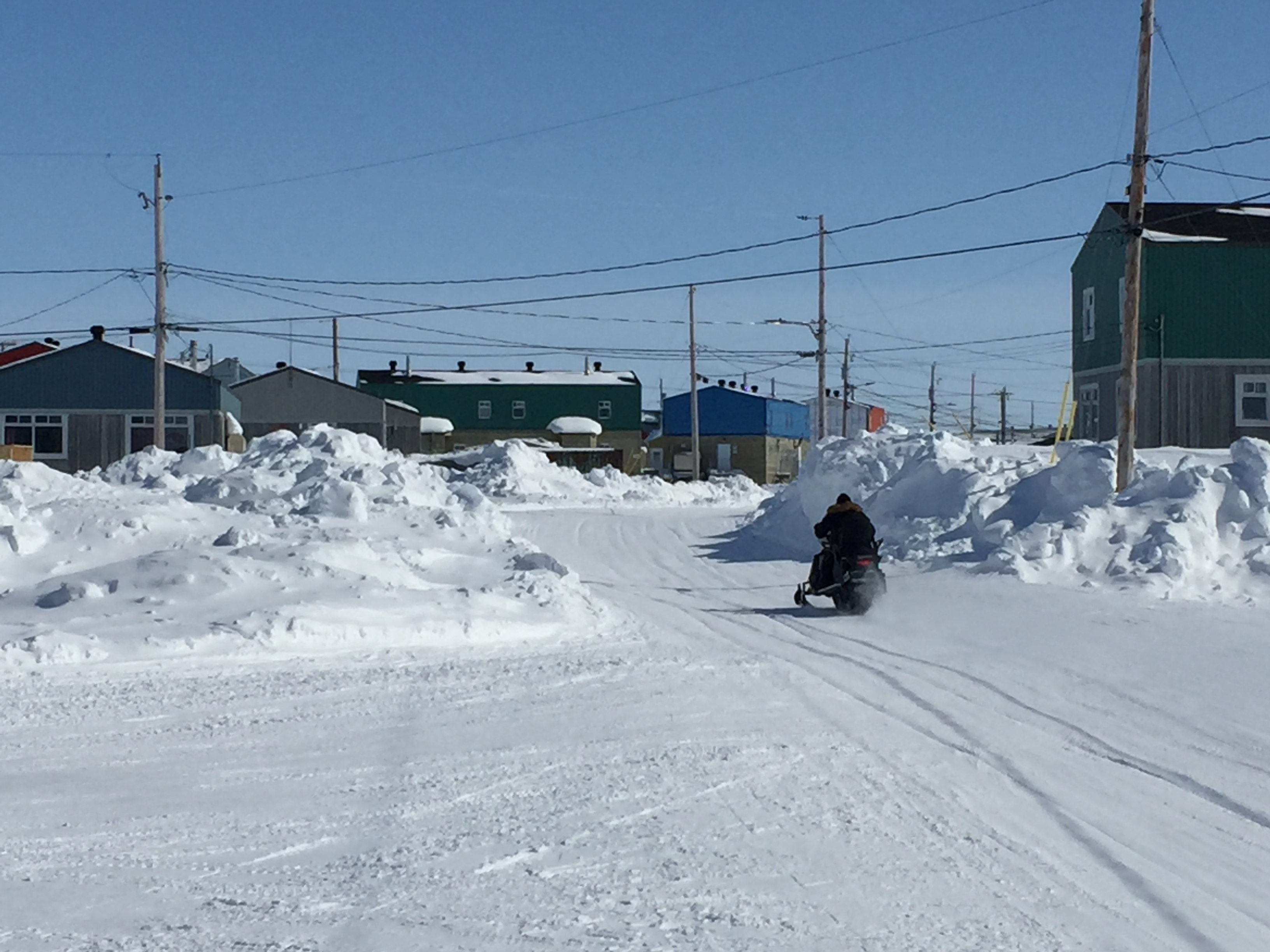
Vue d'une rue en hiver au village de Puvirnituq-2018-04-14
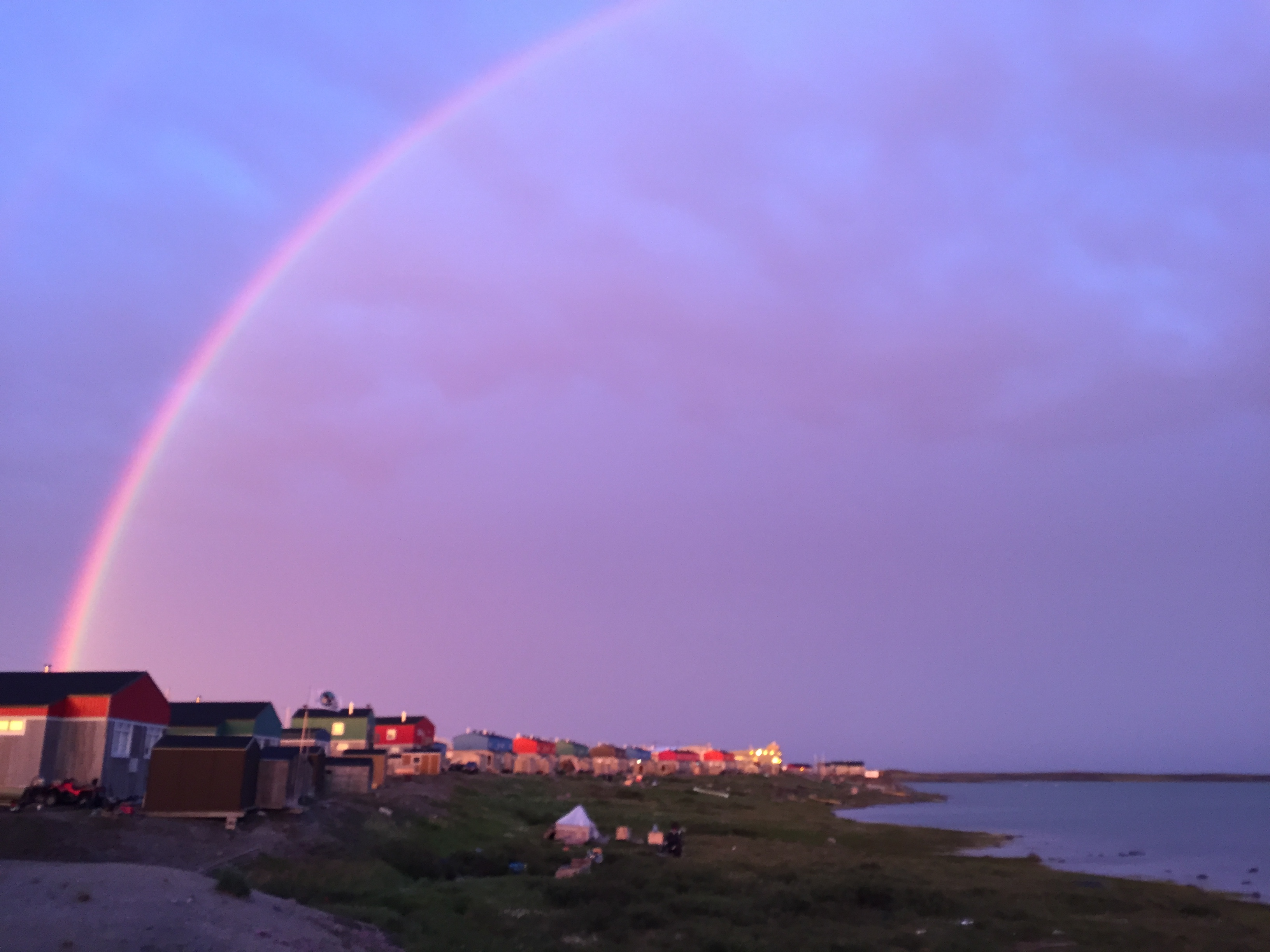
Vue du village près de la rive nord de la rivière Puvirnituq-2018-08-05
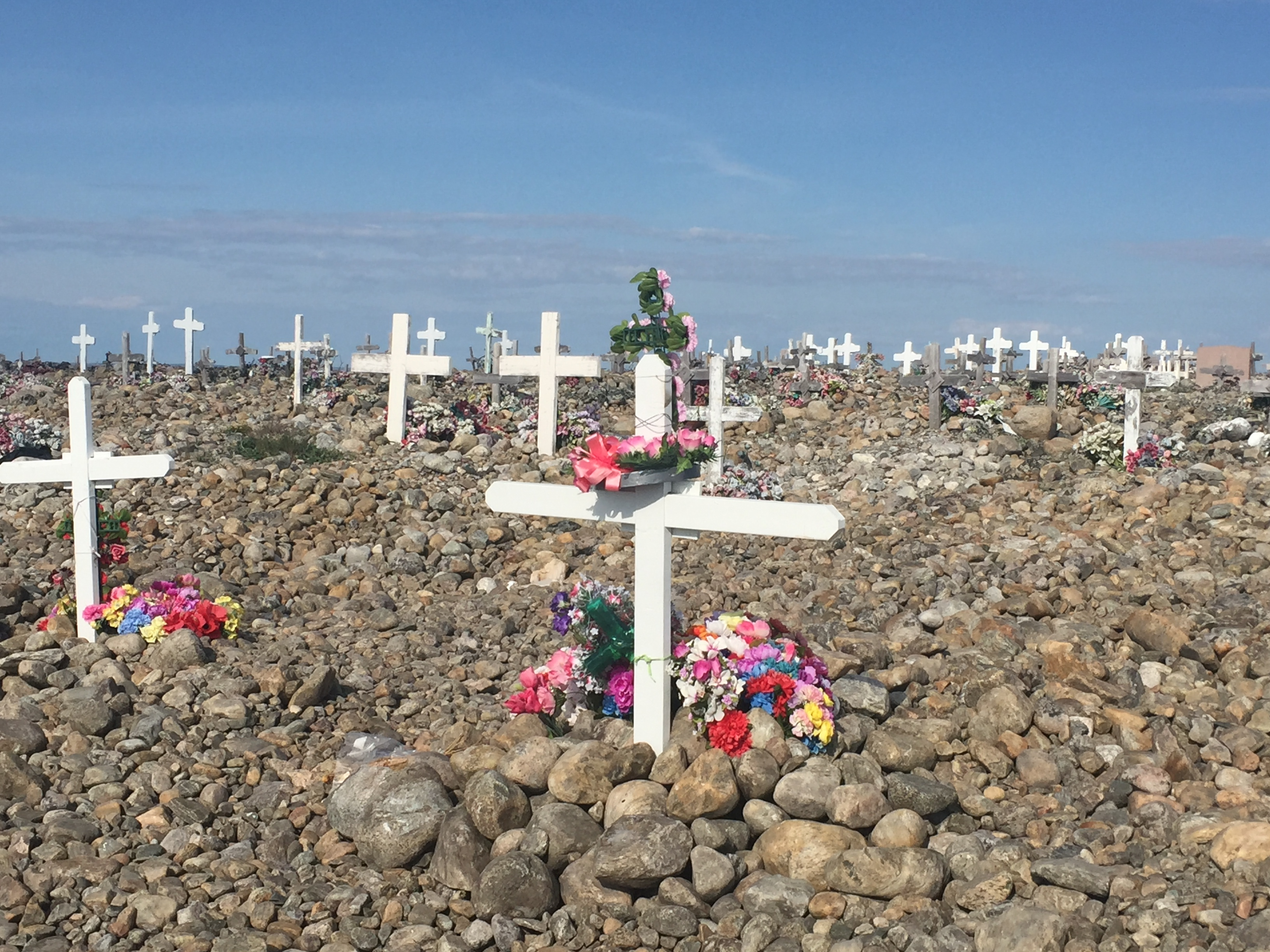
Cimetière de Puvirnituq-Chaque site d'inhumation est enroché et décoré de fleurs artificielles-2018-08-04

## Personnalités
- Davidialuk Alasua Amittu (1910-1976), sculpteur inuit
- Levi Qumaluk (1919-1997), sculpteur inuit
- Shina Novalinga, personnalité inuit

## Film
Un film de l'ONF a été tourné à Puvirnituq : Mon village au Nunavik, un documentaire de Bobby Kenuajuak sorti en 1999.